# Byrapura Estate, Mudigere
Byrapura Estate là một làng thuộc tehsil Mudigere, huyện Chikmagalur, bang Karnataka, Ấn Độ.